# Chuck Cooper (actor)
Chuck Cooper (Cleveland, 8 de noviembre de 1954) es un actor estadounidense de cine, teatro y televisión. Ganó un Premio Tony en 1997 en la categoría de mejor desempeño en un musical por su labor en The Life. Ha registrado apariciones también en gran cantidad de series de televisión, largometrajes y cortometrajes.

## Filmografía

### Cine y televisión
- 2020 - Power Book II: Ghost
- 2020 - Little Voice
- 2020 - Backstage Babble
- 2017-2020 - Power
- 2019 - Great Performances
- 2019 - The Public's Much Ado About Nothing
- 2019 - Bluff City Law
- 2019 - City on a Hill
- 2019 - New Amsterdam
- 2019 - Broadway Profiles with Tamsen Fadal
- 2018 - God Friended Me
- 2018 - Bull
- 2018 - A Vigilante
- 2017 - The Blacklist: Redemption
- 2016 - The Karma Club
- 2016 - The Good Wife
- 2015 - Live from Lincoln Center
- 2015 - The Tonight Show Starring Jimmy Fallon
- 2015 - Madam Secretary
- 2013-2015 - House of Cards
- 2013 - Chasing Taste
- 2013 - Muhammad Ali's Greatest Fight
- 2012 - White Collar
- 2010 - Boy Wonder
- 2008-2009 - Gossip Girl
- 2009 - Nurse Jackie
- 1991-2009 - Law & Order
- 2007 - Noise
- 2007 - American Gangster
- 2007 - Evening
- 2007 - Chapter 27
- 2006 - The Immaculate Misconception
- 2006 - A Crime
- 2006 - Find Me Guilty
- 2004 - Downtown: A Street Tale
- 2003 - Hack
- 2003 - Law & Order: Special Victims Unit
- 2003 - Without a Trace
- 2002 - Three Days of Rain
- 2001-2002 - 100 Centre Street
- 2001 - Third Watch
- 2000 - Cosby
- 2000 - Strangers with Candy
- 1996-2000 - NYPD Blue
- 2000 - Our Song
- 1999 - The Opportunists
- 1999 - The Hurricane
- 1999 - Gloria
- 1997 - The Peacemaker
- 1996 - The Juror
- 1995 - New York News
- 1995 - New York Undercover
- 1995 - Sweet Nothing
- 1995 - The Bold and the Beautiful
- 1994 - The Cosby Mysteries
- 1994 - North
- 1992 - Malcolm X
- 1992 - I'll Fly Away
- 1991 - Against the Law
- 1990 - Criminal Justice
- 1989 - Collision Course
- 1984 - Young People's Specials
- 1965 - Run Home, Slow